# 중국항공공업집단공사

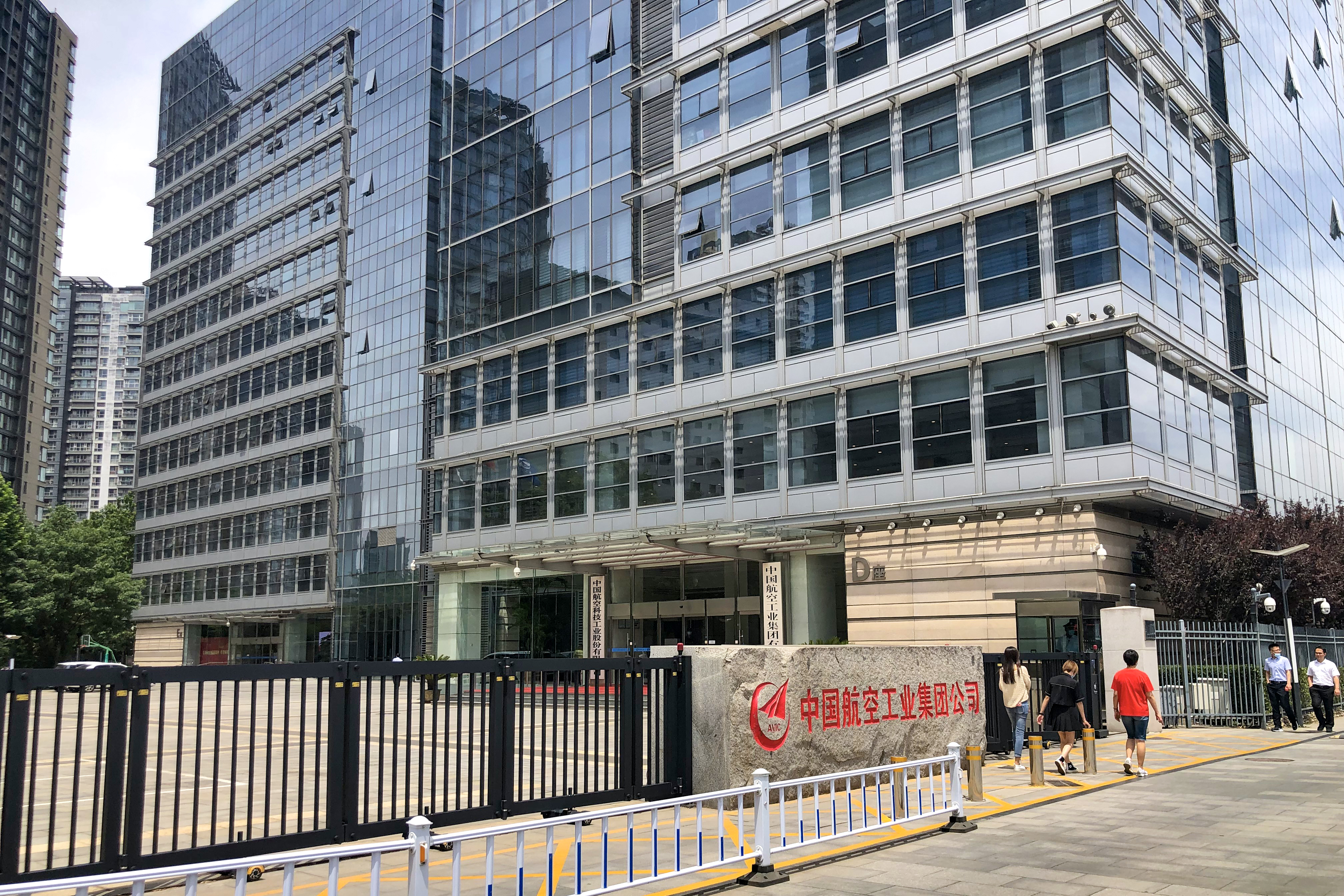

중국항공공업집단공사(Aviation Industry Corporation of China, AVIC)는 중국 군용기를 생산하는 국영 회사다. 본부는 북경 조양구에 있다.

## 역사
2019년 포춘 글로벌 500에서 151위에 올랐다. 100개 이상의 자회사가 있고, 27개의 산하기관과 50만명의 직원이 전세계에서 일한다.
1951년 4월 1일, 한국전쟁 당시에 설립되었다.
2008년 주하이 에어쇼에서 최초로 일반에게 전시를 했다.
AVIC는 코맥과 더불어 중국 항공산업의 양대 축이다. 두 회사는 사업 범위와 전개에서 큰 차이가 있다. AVIC는 항공기 설계에서부터 엔진과 부품 개발, 기체 조립 등을 모두 수행했다. 하지만 코맥은 여객기 엔진 개발과 최종 조립만 수행했다.
미국 정부가 통신장비업체 화웨이, 영상보안업체 하이크비전 등 20개 중국 기업을 인민해방군이 소유하거나 지배하는 기업으로 지정한 것으로 전해졌다. 이는 해당 기업들에 대한 미국 측의 제재를 위한 토대를 마련한 것인 데다 '인민해방군 기업' 지정만으로도 정부와 민간의 경계 대상에 오른다는 점에서 적잖은 파장이 예상된다. 2020년 6월 24일 로이터통신은 단독 입수한 문건을 토대로 미 정부가 화웨이와 하이크비전을 포함해 차이나모바일, 차이나텔레콤, 중국항공공업그룹(AVIC), 중국중차(CRRC), 중국철도건설공사 등 20개 회사를 인민해방군 후원 기업 명단에 올렸다고 보도했다. 이 문건 작성 주체로 알려진 미 국방부의 한 관리는 해당 문건이 진본이며, 의회에 제출됐다고 로이터에 밝혔다.
중국항공공업집단(AVIC)은 서안(西安)과 심양(瀋陽), 성도(成都)를 중심으로 크게 발달하고 있다.
사장을 총경리, 부문별 부사장을 부총경리라고 부른다.

## 제품

### 전투기
- J-10
- J-11
- J-15
- J-16
- JF-17
- J-20
- J-31